# Đồng Hoa (nhà văn)
Đồng Hoa (tiếng Trung: 桐华; sinh 18 tháng 10 năm 1980), người Trung Quốc, là tác giả tiểu thuyết lãng mạn, cô còn sử dụng bút danh Trương Tiểu Tam (张小三). Tốt nghiệp Đại học Bắc Kinh. Năm 2005, để mở rộng sang Hoa Kỳ, cô cho đăng tải tiểu thuyết Bộ bộ kinh tâm lên mạng, năm 2006 thì xuất bản chính thức.
Cùng với Đằng Bình, Phỉ Ngã Tư Tồn và Mị Ngữ Giả, Đồng Hoa được độc giả bình chọn là một trong Tứ Tiểu Thiên Hậu của văn học ngôn tình Trung Quốc, với lời khen tặng: "ngòi bút nhẹ nhàng từ từ đi đâm sâu xuống khiến cõi lòng người ta đau đớn, tình yêu của cô luôn bùng cháy."
Năm 2011, Đồng Hoa đứng thứ 14 trong danh sách các nhà văn có thu nhập cao nhất Trung Quốc, với thu nhập khoảng 3 triệu nhân dân tệ/ năm. Cô chịu ảnh hưởng rất lớn từ nhà văn Lev Tolstoy.
Vốn không phải học chuyên nghiệp về văn học mà tốt nghiệp Đại học Bắc Kinh khoa Quản trị kinh doanh, sau lại làm phân tích tài chính và hiện đang học Thạc sĩ về kinh tế - tài chính ở Mĩ, nhưng Đồng Hoa lại được biết đến như một trong những nữ tác giả nổi tiếng của Trung Quốc, nhất là mảng văn học mạng.
Văn của Đồng Hoa được xưng là 'hành văn bình thản nhập bút trục tầng xâm nhập trạc nhân đau lòng', không phải loại hoa lệ sáo rỗng, mà trong cái 'mĩ' có chút chân chất bình dị, từng bước quen thuộc, thấm vào hồn người. 

## Tác phẩm
| Tựa đề tiếng Việt                                         | Tựa đề tiếng Trung                                         | Năm xuất bản    |
| --------------------------------------------------------- | ---------------------------------------------------------- | --------------- |
| Bộ bộ kinh tâm                                            | 步步惊心/步步驚心                                          | 2006            |
| Đại mạc dao (Đại hán tình duyên hệ liệt)                  | 大漠谣/大漠謠                                              | 2006–2007       |
| Vân trung ca (Đại hán tình duyên hệ liệt)                 | 云中歌/雲中歌                                              | Tháng 9/2007    |
| Thời gian đẹp nhất (tựa gốc: Bí mật bị thời gian vùi lấp) | 最美的时光/最美的時光(被时光掩埋的秘密 / 被時光掩埋的秘密) | Tháng 12/2008   |
| Thời niên thiếu không thể quay lại ấy                     | 那些回不去的年少时光 / 那些回不去的年少時光                | Tháng 1/2010    |
| Từng thề ước (Sơn Hải kinh hệ liệt)                       | 曾许诺/曾許諾                                              | Tháng 5/2011    |
| Trường tương tư (mãi thương nhớ) (Sơn Hải kinh hệ liệt)   | 長相思                                                     | Tháng 2/2013    |
| Giải ưu khúc (Đại hán tình duyên hệ liệt)                 | 解忧曲/解憂曲                                              | Chưa hoàn thành |
| Nửa thời gian ấm áp                                       | 半暖时光                                                   | 2014            |
| Đây khoảng sao trời kia khoảng biển                       | 那片星空 那片海                                            | 2015            |
| Ký ức lạc ngân hà                                         | 散落星河的记忆                                             | Tháng 3/2017    |